# کتابخانه وای‌یوآی
کتابخانهٔ وای‌یوآی (انگلیسی: YUI Library) یک کتابخانهٔ متن‌باز ساخت برنامه‌های وبی با استفاده از تکنیک‌هایی از قبیل ای‌جکس DHTML و مدل شی‌گرای سند است که دیگر ادامه داده نمی‌شود.